# Dólar bermudeño
El dólar bermudeño (el código ISO 4217 es BMD), es la moneda de Bermudas desde 1970. Se abrevia normalmente con el signo del dólar $, o también como BD$ para distinguirlo de otras monedas con nombre dólar. Se dividía en 100 centavos.
El dólar bermudeño está ligado al dólar estadounidense con un cambio 1:1 y no se negocia fuera de las Bermudas. Bermudas ha tenido moneda propia desde el siglo XVII. La libra bermudeña fue reemplazada por el dólar bermudeño en 1970 con un cambio de 1 dólar = 8 chelines y 4 peniques (igual a 100 peniques), era equivalente en valor a la libra esterlina. Se utilizaron monedas británicas pero Bermudas imprimió sus propios billetes.